# نوا سارژینا
نوا سارژینا (به لاتین: Nowa Sarzyna) یک شهر و گمینا در لهستان است که در گمینا نووا ساژنا واقع شده‌است. نوا سارژینا ۹٫۱۵ کیلومتر مربع مساحت و ۶٬۳۰۸ نفر جمعیت دارد.